# Diego Torre
Diego Antonio Torre Villegas (Ciudad de México, 24 de noviembre de 1979) es cantante de ópera mexicano y australiano.  Reconocido internacionalmente como uno de los más prestigiosos tenores, ha actuado en los principales teatros de ópera del mundo y obtenido los más destacados premios. Es cantante residente de la Compañía de Ópera de Sídney (Australia).

## Inicios
Originario de la colonia Vicente Guerrero en Iztapalapa, tuvo desde niño una magnífica voz. Su vocación y condiciones para el canto fueron descubiertas por el maestro de música en su escuela primaria "Instituto Andersen", quien recomendó que recibiera clase de canto con siete años de edad. Ya durante la Secundaria y con canciones mexicanas deleitaba  a los profesores y el claustro en las comidas y eventos de la "Academia Militarizada México" donde realizó sus estudios. También formó parte de la Estudiantina en la Preparatoria "La Salle del Pedregal".
Durante su etapa escolar llegó a cantar la Novena Sinfonía de Beethoven y el Réquiem de Verdi con la Orquesta Sinfónica Nacional y la Filarmónica de Acapulco.

## Formación
Estudió en la Escuela Nacional de Música, actual Facultad de Música, de la Universidad Nacional Autónoma de México (UNAM), la carrera de canto. Decidió inscribirse por casualidad, tras acompañar a un amigo a recoger unas partituras y ver que estaba abierto el periodo de inscripciones. Realizó sus estudios de Canto bajo la Cátedra del Maestro Rufino Montero.
Durante su debut con la Compañía Nacional de Ópera en el Palacio de Bellas Artes descubrió su fascinación por la ópera. Subido al escenario e interpretando a Gastón en La Traviata, decidió que dedicaría su vida a la Ópera. Tenía 20 años, y era su debut de final de la carrera de Canto.
Durante su etapa de formación (2003-2005) obtuvo los principales premios de Ópera de México y América Latina: Concurso Nacional de Canto  Nicolás Urcelay de Mérida (Yucatán), XXIII Concurso Nacional de Canto Carlo Morelli (2005) en el tercer puesto, consiguiendo el Premio Instrumenta, el Premio Opera Bellas Artes, y el premio especial FONCA; y primer lugar en el Concurso de Canto Francisco Araiza.
Participó en el Programa de Verano Ezio Pinza Council for American Singers of Opera (EPCASO) en 2004 y 2005, formándose en Italia con los maestros Claudia Pinza, Enza Ferrari, Maurizio Arena y Maria Chiara.
En 2005, tras obtener los cuatro galardones del concurso de canto Carlo Morelli, recibió el apoyo de la Sociedad Internacional de Valores de Arte Mexicano (SIVAM) y pudo viajar a Los Ángeles para hacer una audición en el Programa de Jóvenes Cantantes de Plácido Domingo.

## Carrera internacional
Fue en las pruebas de audición a los aspirantes al Opera Domingo - Thornton Young Artist Program,  mientras Plácido Domingo se paseaba entre las butacas, escuchándole cantar acompañado tan solo de una pianista, cuando tuvo más nervios que en toda su vida. Finalmente fue aceptado y se mudó a Los Ángeles en 2007, ingresando en el programa para jóvenes artistas dirigido por el tenor Plácido Domingo. Este programa le permitió conocer el sofisticado mundo  de la ópera y contar con los mejores profesores y asesores. Al finalizar el programa su debut internacional fue en la Ópera de Los Ángeles, el 6 de diciembre de 2008, interpretando el papel de Don José en Carmen de Bizet, y consiguiendo excelentes críticas.
Poco antes, había logrado el tercer premio en el XX Certamen Operístico Neue Stimmen (Nuevas Voces) organizado por la Fundación Bertelsmann en Alemania (2007). Este concurso, considerado entre los más importantes del mundo por descubrir y promover nuevos valores, se celebró en la ciudad de Gütersloh.  El tenor mexicano, que contaba entonces 27 años, interpretó un aria de la ópera Un Ballo in Maschera (Un baile de máscaras) de Verdi.
El crítico Jürgen Kesting, miembro del jurado, dijo de él: “Diego Torre se impuso entre la élite internacional del bel canto con una soberana presencia escénica y una voz "capaz de cantar las más difíciles arias de Verdi, algo muy raro".
En 2009 representó a Rodolfo en La Boheme más innovadora, la representada en Filene Center del Wolf Trap (Virginia, Estados Unidos). La representación, ambientada en los cibercafés del siglo XXI, con ordenadores portátiles y decorados digitales, contaba con los músicos de la National Symphony Orchestra, y los coros de la Choral Arts Society, y la Alexandria Choral Society’s Children’s Choir.
La crítica del Washington Times fue clara:
“Como Rodolfo, el tenor Diego Torre estuvo imponente. Su interpretación como albañil amante de la cerveza que verías en cualquier bar, apenas dejaba ver al típico cabecilla enamoradizo. Sin embargo, la mayoría de las personas del público podían identificarse fácilmente con este hombre corriente. Su pasión era real, su angustia era inmensa y su autoridad genialmente esculpida. En suma, un talento prometedor, al que se debe seguir.”
Durante la temporada 2009/2010 actuó en el Metropolitan Opera House de Nueva York, interpretando al Mensajero en Aida y a Federico en Stiffelio. Y continuó su trabajo como tenor en otros importantes teatros de ópera. Fue el pescador Masaniello en La muette de Portici (Dessau Opera), Edgardo in Lucia di Lammermoor (Festival de Ópera de Savonlinna, Finlandia), y fue el cover o tenor sustituto de Plácido Domingo en el papel principal de Il Postino en la Ópera de Los Ángeles.
La temporada de 2009/10 fue su consagración en la escena internacional, lo que le llevó  a las principales plazas operísticas del mundo interpretando los más prominentes papeles del repertorio clásico y dándose a conocer en los más altos niveles de la profesión.
Fue durante su estancia en Nueva York cuando le escuchó Lyndon Terracini, Director Artístico de la Ópera de Australia, quien le ofreció cantar 22 funciones de La Bohème . A partir de ese momento se creó una relación especial.
Australia se convirtió en su segundo hogar y él pasó a ser Tenor Residente en la Ópera de Australia, realizando importantes producciones en el país. El 26 de enero de 2016, el día de la fiesta nacional australiana, el tenor cantó el himno nacional ante el Primer Ministro, Malcolm Turnbull, durante la ceremonia oficial conmemorativa.  Ese mismo año se naturalizó australiano.
Su capacidad interpretativa y potencia de voz le permitieron formar parte de un club exclusivo que incluye a grande figuras como Beniamino Gigli, Plácido Domingo y Jonas Kaufman. Es uno de los pocos tenores que pueden hacer doblete e interpretar en la misma noche a Turiddu en Cavalleria Rusticana y a  Canio en Pagliacci.
En cuanto a la calidad de su voz, entre los expertos se considera que tiene una voz lírica y está dotado de una sólida técnica que le permite ir desde el repertorio del tenor lírico hasta el de letrista, desde Donizetti a Verdi, desde Puccini a Mascagni, desde Leoncavallo a Zemlinsky.
En 2012 grabó La Boheme de Puccini, con la Orquesta Nacional de Ópera de Noruega dirigida por Eivind Gullberg Jensen. Este disco es considerado por el New York Times como uno de los mejores discos de música clásica.

## Repertorio[17]
| Papel            | Ópera                    | Autor                 |
| ---------------- | ------------------------ | --------------------- |
| Pinkerton        | Madama Butterfly         | Giacomo Puccini       |
| Rodolfo          | La Boheme                | Giacomo Puccini       |
| Radamés          | Aida                     | Giuseppe Verdi        |
| Edgardo          | Lucia di Lammermoor      | Gaetano Donizetti     |
| Cavaradossi      | Tosca (ópera)            | Giacomo Puccini       |
| Tenor            | Requiem                  | Giuseppe Verdi        |
| Turiddu          | Cavalleria Rusticana     | Pietro Mascagni       |
| Canio            | Pagliacci                | Ruggero Leoncavallo   |
| Gabrielle Adorno | Simon Boccanegra         | Giuseppe Verdi        |
| Rodolfo          | Luisa Miller             | Giuseppe Verdi        |
| Don Carlos       | Don Carlos               | Giuseppe Verdi        |
| Duque de Mantua  | Rigoletto                | Giuseppe Verdi        |
| Gustavus         | Un ballo in maschera     | Giuseppe Verdi        |
| Corrado          | Il Corsaro               | Giuseppe Verdi        |
| Calaf            | Turandot                 | Giacomo Puccini       |
| Manrico          | Il Trovatore             | Giuseppe Verdi        |
| Don José         | Carmen (ópera)           | Georges Bizet         |
| Masaniello       | La muette de Portici     | Daniel-François Auber |
| Foresto          | Attila                   | Giuseppe Verdi        |
| Bacchus          | Ariadne auf Naxos        | Richard Strauss       |
| Tebaldo          | I Capuleti e i Montecchi | Vincenzo Bellini      |
| Dick Johnson     | La fanciulla del West    | Giacomo Puccini       |

Ha actuado en los principales teatros de Opera del mundo y con las compañías principales: Boston Lyric Opera, Florida Grand Opera, Metropolitan Opera, San Francisco Opera, Los Angeles Opera y Dorothy Chandler Pavilion, todos ellos en Estados Unidos; Sydney Opera House, Melbourne Arts Centre, y Queensland Performing Arts Centre en Australia; Palacio de Bellas Artes y Teatro Peón Contreras en México; Savonlinna Opera Festival, en Finlandia; Karlsruhe Staatstheater, Darmstadt Staatstheater, Dessau Staatstheater y Saarbrücken Staatstheater, en Alemania; Teatro Comunale di Bologna, Teatro Carlo Felice Génova y Teatro Regio di Torino en Italia; The Norweigan Opera & Ballet en Noruega, Grand-Théâtre de Genève en Ginebra y con la Xi'an Symphony Orchestra en China.

## Premios
- 2003 Concurso Nacional de Canto  Nicolás Urcelay 2003, en Mérida, Yucatán.
- 2005 XXIII Concurso Nacional de Canto Carlo Morelli.
- 2005 Premio Instrumenta.
- 2005 Premio Especial FONCA.
- 2005 Premio Bellas Artes.
- 2007 XX Certamen Operístico Neue Stimmen"  (Nuevas Voces), 3º Premio. Fundación Bertelsmann, Alemania.